# Raças de StarCraft
Uma série de raças está presente na série de jogos StarCraft, da Blizzard Entertainment.  A saga gira em torno de assuntos interestelares em um setor distante da galáxia, com três principais espécies e várias facções disputando a supremacia no setor. As espécies jogáveis de StarCraft  incluem os terráqueos, humanos exilados da Terra que se destacam em se adaptar a qualquer situação; os Zerg, uma raça de alienígenas obcecados em assimilar outras raças em busca da perfeição genética; e os Protoss, uma espécie humanóide tecnologicamente avançada com habilidades psiônicas, que tenta preservar sua civilização e um modo filosófico estrito de viver dos zergs. Cada uma dessas raças é o foco de uma série de missões na campanha para um jogador de cada jogo de estratégia em tempo real StarCraft. Além dessas três, várias raças não jogáveis também fizeram parte do folclore da série StarCraft; a mais notável delas é os Xel'Naga, uma antiga raça divina que aparece com destaque nas histórias ficcionais dos Protoss e Zerg.
StarCraft vendeu mais de 10 milhões de cópias internacionalmente desde seu lançamento em 1998, e continua sendo um dos jogos mais populares do mundo. Um dos principais fatores responsáveis pela recepção positiva do  StarCraft  é a atenção dada às três raças jogáveis, para as quais a Blizzard desenvolveu características, gráficos, histórias de fundo e estilos de jogo completamente diferentes, mantendo-os equilibrados no desempenho um contra o outro. Antes disso, a maioria dos jogos de estratégia em tempo real consistia em facções e raças com os mesmos estilos e unidades básicos de jogo "xadrez", com apenas diferenças superficiais. O uso de lados únicos e guerra assimétrica em StarCraft foi creditado por popularizar o conceito dentro do gênero de estratégia em tempo real. Revisões contemporâneas do jogo elogiaram principalmente a atenção ao equilíbrio da jogabilidade entre as espécies, bem como as narrativas ficcionais construídas em torno delas.

## Design
Ao longo do desenvolvimento do jogo, as raças e gráficos de StarCraft mudaram e diferenciaram-se drasticamente do conceito original do escritor Chris Metzen. Em particular, desde a estreia pública inicial no E3 1996, os Zergs receberam extensas mudanças em seu design visual. Isso ocorreu principalmente devido à tentativa da Blizzard de desviar o jogo da aparência visual, revelada na E3 de 1996, que havia conferido-lhe um rótulo irônico de "Warcraft no espaço". Os Zerg eram originalmente conhecidos como "invasores do pesadelo", mais tarde se tornando o "Zurg", e depois renomeados novamente para a ortografia atual para evitar possíveis conflitos de marca registrada com o personagem de Toy Story, Imperador Zurg. Nas primeiras versões alfa construídas por Bob Fitch, os Zerg ainda mostravam sua base inspirada em insetos, mas sua aparência era fortemente dominada por picos e tons brilhantes de azul e roxo. A primeira arte conceitual dos Protoss mostrava um esquema de cores verde e azul em sua armadura mecânica. Intimamente seguindo o estilo visual familiar de Warcraft II, a construção recebeu muitas críticas da imprensa especializada, solicitando uma reformulação do motor de jogo e uma revisão dos respectivos corredores design visual.
Esta nova versão, lançada no início de 1997, ainda usava o mecanismo  Warcraft II  como base, mas com mudanças distintas. Os terráqueos e protoss foram detalhados em uma extensão muito maior do que na E3 de 1996, revelando muitas das unidades do jogo em formas semelhantes às do produto final. A Blizzard Entertainment também começou a cuidadosa tarefa de equilibrar as três raças do jogo. No entanto, em fevereiro de 1997, Bob Fitch declarou que, apesar desses esforços, o mecanismo do jogo era simplesmente incapaz de fornecer os recursos solicitados pelos desenvolvedores: camuflagem, escavação e muitos outros efeitos especiais. A equipe de desenvolvimento, portanto, embarcou em uma revisão de dois meses do mecanismo gráfico. Esta nova versão beta estava muito mais próxima da versão de lançamento, pois as raças assumiram seus estilos gráficos agora reconhecíveis: o design marrom dos insetosides dos Zerg, a elegante armadura amarela dos Protoss e a maquinaria cinza dos terráqueos. A maioria dos projetos de unidades foi estabelecida nesse ponto, seus gráficos sofrendo apenas pequenas alterações. Vários recursos do jogo também foram adicionados nesse estágio, que nunca chegaram ao lançamento final, como navios que se movimentavam ao virar, naves de transporte que aterrissam no solo para pegar e deixar passageiros, bem como postos de eficiência, apesar de as unidades terráqueas manterem seus postos como uma característica puramente estética. A fragata de mísseis de classe terráquea Valquíria também apareceu nessa versão do jogo, embora tenha sido removida antes do lançamento final, apenas para ser reintroduzida mais tarde na expansão Brood War.

## Protoss
| “ | Nós somos os Primogênitos. Filhos de deuses antigos. Ki nala atum. Uhn ore'ki atum. Pronto para sacrificar nossa vida por Aiur. Uhn dara ma'nakai. E seremos a última esquerda em pé. En Taro Zeratul! | ” |
|   | — Hierarch Artanis, StarCraft II: Legacy of the Void. |   |

Os Protoss são uma espécie humanóide sapiente da série  StarCraft , originária de Aiur, um planeta na selva à margem da galáxia. Eles já foram em grande parte tribais, embora quatro sociedades agora dominem: os conservadores Khalai Protoss, os Nerazim exilados, os Purificadores abandonados e os sádicos Tal'darim. Os Protoss são descritos como uma espécie fisicamente grande e forte, com afinidades naturais psiônicas. Sua tecnologia é a mais avançada de todas as raças descritas na série, e elas geralmente são caracterizadas por suas hierarquias sociais e políticas, códigos morais estritos e cultura profundamente filosófica. Uma campanha completa para um jogador foi dedicada aos Protoss em cada parcela do  StarCraft  até o momento.

### Atributos

#### Sociedade
A sociedade protoss é mostrada no fundo da série como tendo uma forte cultura guerreira até que uma guerra civil em todo o planeta permitiu que um místico, Khas, tivesse acesso a uma ligação psiônica natural compartilhada por todos os Protoss. A descoberta e os ensinamentos de Khas, rotulados como Khala, são então usados como o princípio subjacente a uma nova sociedade baseada em castas. A casta do Judicador forma o Conclave, o corpo governante dos Khalai Protoss. A casta dos Templários constitui o exército e a casta de Khalai inclui todos os outros Protoss. O jogador controla um personagem templário nas campanhas Protoss de todos os videogames até o momento. A sociedade Khalai Protoss é descrita como coletivista, sendo teimosamente conservadora, mantendo a cultura guerreira e os valores de honra do sistema tribal.
Devido à invasão de Zerg Overmind e a subsequente destruição de Aiur, os Khalai restantes são adotados pelos Nerazim enquanto recuperam suas enormes perdas. Com a conclusão do Conclave, eles elegem Artanis para ser o Hierarca, seu representante. Os Protoss acabam repelindo e matando o Overmind, mas Zeratul, um Nerazim, descobre coisas perturbadoras sobre Khala: que sua fundação é corrompida por um Xel'Naga caído chamado Amon, e embora o sacrifício de Zeratul tenha despertado Artanis e deixado Aiur com um punhado de sobreviventes, o resto está sob o escravo de Amon. Eles redescobrem uma nave do mundo antiga, a energizam e depois reorganizam suas forças contra Amon. Após a guerra, eles se instalam em Aiur, reconstruindo-a com seus aliados. Sua tecnologia inicialmente foi baseada nos gostos do Conclave. Mas após a descoberta da Lança de Adun, eles aprimoraram sua tecnologia a partir dos dados da nave.
A história de fundo apresentada no manual e no romance Caçadores de Sombras também mostra a ascensão de uma segunda sociedade de Protoss conhecido como os Nerazim. Eles são uma minoria considerável dos Protoss que rejeitam os Khala por medo de perder sua individualidade dentro do elo psíquico. Os Nerazim são tratados como hereges pelos Khalai Protoss e são expulsos à força de Aiur. Apesar da perseguição, a maioria dos Templários das Trevas não mantém nada contra seus irmãos afastados, buscando defender Aiur da maneira que puderem. Os Nerazim são apresentados como sociedade nômade e liberal, estabelecendo-se apenas no planeta Shakuras para estudar um templo Xel'Naga lá. Durante o evento Brood War, os Protoss perdem seu mundo natal de Aiur para os Zerg (mesmo com a Overmind sendo destruída por Tassadar), e os Khalai Protoss são forçados a escapar e procurar refúgio em Shakuras, então o mundo dos Nerazim. Após a conclusão de  StarCraft , os dois grupos começam a se reconciliar, mas a reconciliação é marcada por desconfiança mútua. Inicialmente, eles rejeitaram os Khala cortando o elo psiônico em suas cabeças, e por isso Khalai os tornou hereges, mas apenas Adun, um Khalai que sabia que a situação do grupo se sacrificava para deixar os Nerazim escaparem da punição do Conclave. Eles fizeram sua colônia em Shakuras e ajudaram Protoss e Terran Raynor, mas Amon enviou sua própria ninhada Zerg para destruí-la durante seu tumulto pelo setor, destruir o planeta é a única solução. A ação foi realizada após a sobrecarga do templo Xel'Naga construído no planeta. A atual Matriarca Vorazun aliou-se aos Hierarcas Artanis. A tecnologia deles estava um pouco desatualizada e contava apenas com as energias do Vazio para alimentá-las, mas a ajuda de Artanis atualizou sua tecnologia.
StarCraft II: Wings of Liberty também descreve uma terceira facção de Protoss, conhecida como os Tal'darim. Deixado para trás em Aiur durante a invasão Zerg, o grupo dissidente perdeu sua conexão com a sociedade Khalai e regressou a um estado de agressão e fanatismo. Durante os eventos de Heart of the Swarm e StarCraft II: Legacy of the Void, a sociedade Tal'darim é mais explicada para adorar Amon, um Xel'Naga caído que procura extinguir toda a vida e recriar o universo à sua imagem. Os Tal'darim seguem uma hierarquia conhecida como a 'Cadeia de Ascensão', na qual acreditam que, quanto mais alta a cadeia, mais próximos eles se aproximam de Amon, os indivíduos que queriam ser Grão-Mestre devem desafiar a corrente em um duelo. Os guerreiros Tal'darim podem desafiar outros Tal'darim em escalões mais altos a subir na cadeia através de um ritual chamado Rak'Shir. E eles 'se comunicam' com Amon devido a uma substância chamada 'sopro da criação', ou terrazine. Mas, outro candidato do Grão-mestre, Alarak, sabia que Amon nunca queria que eles fossem 'ascendidos' ou transformados em híbridos, organizou um Rak'Shir contra o atual Grão-senhor Ma'lash. Ele teve sucesso e usou sua nova autoridade para comandar sua raça contra Amon e temporariamente se aliou a Artanis. Mas depois da guerra, eles deixaram seu planeta Slayn para encontrar seu novo lar, deixando aqueles que queriam se juntar aos Daelaam. Suas frotas foram recuperadas, roubadas de outras facções Protoss ou construídas do zero.
StarCraft II: Legacy of the Void introduz uma quarta subfação da raça Protoss, os Purificadores. Os Purificadores são construção sintética s criados pelos Protoss, que abrigam espírito preservado de guerreiros Protoss caídos, memórias preservadas de guerreiros ou IA criada pelos Khalai para usar como armas de batalha . Os Purificadores se rebelaram contra os Khalai Protoss nos tempos 'antigos' porque não eram vistos como iguais, mas como ferramentas usadas pelos Protoss na batalha. Os Purificadores foram desativados e selados em um grande navio conhecido como 'Cybros' e levados a um planeta conhecido como Endion, onde deveriam ser enterrados. Mas eles só estavam trancados no planeta. Eles foram reativados por Artanis depois de recuperar um robô purificador formado após seu amigo 'Fenix'. Eles planejam liberar Cybros da estase, então os Purificadores elegem Talandar, anteriormente Fenix, para ser seu representante em Daelaam. A tecnologia deles era totalmente robótica.
Tanto o Tal'darim quanto o Purificador são procurados por Artanis no Legacy of the Void para unir todas as facções Protoss para combater Amon. Os Daelaam são os protoss unificados dos Khalai, Nerazim, Tal'darim e Purificadores; suas forças armadas são nomeadas da mesma forma.

#### Representação
Os Protoss são altos e musculosos, com dois olhos luminosos, tipicamente dourado, verde ou azul. Com dois dedos ladeados por dois polegares oponíveis em cada mão, dois dedos grandes em cada pé (quatro dedos pequenos em jogos anteriores), pernas, peitos largos e ombros com cinturas estreitas, os Protoss são muito ágeis e fisicamente fortes . Uma crista óssea se estende para trás da coroa da cabeça, com longos fios neurais brotando da parte de trás da cabeça. Esses fios facilitam o elo comum psíquico básico que todos os Protoss compartilham naturalmente. Cada Protoss tem um tom de pele diferente que corresponde à tribo da qual eles descendem. Eles não possuem ouvidos visíveis (mas podem ouvir, como quando os terráqueos falam com eles ou ouvem o que estão pensando), bocas ou narizes, mas são capazes de se comunicar telepaticamente e possuem sensibilidades fortes olfativas. Os protoss não precisam comer nem beber, mas são mostrados em  The Dark Templar Saga   para absorver energia de uma forma de fotossíntese. A expectativa média de vida de um Protoss é de cerca de mil anos. Pouco se sabe sobre a anatomia interna dos Protoss, pois seus corpos se desintegram após a morte.
As unidades templárias escuras tendem a exibir prata em vez de ouro e têm destaques de energia verde. Em  Starcraft II , os Protoss também são apresentados em tons escuros com destaques de energia verde. Esses Protoss foram corrompidos pelos híbridos. A facção Protoss Tal'darim ostenta preto / cinza com cores vermelhas e também apresenta destaques energéticos vermelhos. O esporte Purifiers geralmente branco com detalhes em preto e apresenta destaques de energia laranja. As unidades Protoss geralmente são mais caras e mais lentas para produzir no jogo em comparação às unidades Zerg ou Terran, mas também são mais poderosas e eficientes em combate. Todas as unidades e edifícios Protoss são protegidos por um regenerador de energia, aumentando ainda mais a quantidade de dano que eles podem suportar. Embora não exista nenhuma maneira de curar ou reparar unidades Protoss, unidades feridas podem ser curadas por unidades médicas amigáveis Terran ou Zerg, e mecânicos danificados podem ser reparados por uma atualização em estágio avançado de Lança de Adun. Em 2505, na linha do tempo  StarCraft , especificamente na expansão  Legacy of the Void  para  StarCraft II , os Protoss desenvolveram um novo método para restaurar seus escudos de energia, usando um de seus "conjuradores" "unidades, Sentinelas.

### Aparições
Os Protoss são o foco da terceira campanha cronológica de StarCraft. Nos eventos imediatamente anteriores ao início do jogo, os Khalai Protoss tomaram conhecimento de uma invasão zerg dos mundos terráqueos e respondem despachando uma frota comandada pelos altos templários para destruir os mundos terráqueos infestados. Tassadar desconsidera suas ordens de massacrar as populações terráqueas, tentando destruir os zergs por meios convencionais. Mais tarde, Tassadar conhece um Templário das Trevas, e abraça a cultura dos Templários das Trevas, levando os Khalai Protoss a marcar Tassadar como traidor. Zeratul inconscientemente revela a localização do planeta natal Protoss, Aiur, para os Zerg, levando a uma invasão de Zerg que devasta o planeta. No final de StarCraft, Tassadar se sacrifica para salvar seu povo e seus aliados terráqueos, destruindo os Zerg Overmind, colidindo com sua transportadora, o "Gantritor", diretamente na mente da colméia.
Os Protoss retornam no episódio IV de Brood War, a expansão de StarCraft. Logo após a conclusão de StarCraft, Zeratul e um templário de classificação Artanis evacuam os sobreviventes Khalai Protoss, de Aiur para o mundo dos Templários Sombrios de Shakuras. Depois que os Zerg os seguem para Shakuras, Zeratul e Artanis aproveitam a energia de um templo Xel'Naga residente, vasculhando o planeta de todos os Zerg. Os Protoss tentam reconstruir suas vidas em Shakuras, mas são interrompidos por uma invasão Zerg comandada por Sarah Kerrigan que seqüestra o líder dos templários das trevas Raszagal. Usando Raszagal como alavanca, Kerrigan força Zeratul a matar uma nova Overmind na incubação. Zeratul obedece, mas depois mata Raszagal depois que é revelado que ela sofreu uma lavagem cerebral pelos zergs. Zeratul desaparece enquanto Artanis assume a liderança e tenta reconstruir a civilização de seu povo.

## Terranos
| “ | O universo nunca nos deu uma chance, mas ainda estamos vivos e lutando. Somos burros demais para morrer. Uma espécie inteligente teria desistido há muito tempo. | ” |
|   | — Red Quinton, The Art of StarCraft II: Heart of the Swarm. |   |

Os terráqueos são uma futura versão fictícia da humanidade na série StarCraft. São a raça mais fragmentados da espécie, consistindo de várias facções e nações que não apenas lutam contra as outras raças, mas também entre si. Considerados uma espécie adaptável e móvel "muito teimosa ou estúpida para saber quando desistir" quando confrontada com ameaça existencial, os terráqueos são notados no folclore da série por sua capacidade de acessar e drenar rapidamente os recursos de um planeta. Os terráqueos dedicaram uma campanha completa em cada jogo de estratégia em tempo real até o momento e são definidos no jogo pela especialização de unidades e táticas de defesa, tanques, mobilidade e esmagadora poder de fogo concentrado; eles são a única facção a não colocar nenhuma "unidade corpo a corpo". No enredo da série, os terráqueos geralmente são exibidos como pegos no fogo cruzado do conflito entre os Protoss e os Zerg; são forçados a combater poderes alienígenas superiores em guerra de duas frentes com tremenda desvantagem tecnológica e evolutiva, cada um determinado a destruir o outro, enquanto também lida com conflitos internos frequentes, guerras civis e revoluções.

### Atributos

#### Sociedade
Os terráqueos são mostrados como as raças mais fragmentadas em  StarCraft , com várias facções disputando o domínio umas das outras. Inúmeras facções são usadas ao longo da série, variando de governos e corporações nacionais a rebeldes e criminosos, embora apenas quatro facções exibam grande influência no arco geral da história. A primeira facção mencionada na história de fundo da série é a United Earth Directorate (UED). Um governo unificado de quase todas as nações da Terra e várias colônias dentro e fora do sistema solar, o UED alega operar sob uma política de "[socialismo] iluminado", mas é conhecido por seus métodos severos de ordem pública e censura da mídia. Também é visto como um defensor da eugenia, resultando no assassinato em massa de milhões e no exílio de outros criminosos indesejados e mutantes genéticos pela colonização do distante setor Koprulu da galáxia em que a série ocorre. O UED permanece fora dos eventos da série até Brood War, onde se interessa pela descoberta dos Protoss e Zerg, o primeiro contato entre a humanidade e os alienígenas. O jogador controla a facção UED no episódio V de Brood War '.

Os prisioneiros exilados da Terra formam a Confederação do Homem no Setor Koprulu. Uma plutocracia "de fato", funcionamento interno da Confederação é elaborado nos romances  Cruzada da Liberdade ,  Speed of Darkness  e  Nova . Assumindo o papel de facção antagônica principal no episódio I de StarCraft, a Confederação é mostrada como a facção mais poderosa do setor no início de' 'StarCraft' '; nos romances, é descrito como brutal para com o público e corrupto nos níveis mais altos de sua capital Tarsonis. O jogador consegue controlar uma divisão das Forças de Segurança Confederadas na campanha prequel shareware para  StarCraft . Devido à brutalidade do regime, ele se opõe a uma variedade de grupos rebeldes e acaba sendo derrubado pelos Filhos de Korhal. The Sons of Korhal, um grupo rebelde liderado por Arcturus Mengsk que o jogador controla durante o Episódio I de  StarCraft , forma o domínio terráqueo para substituir a Confederação destruída, pelo planeta Korhal IV como a capital. O Domínio é uma autocracia, com Mengsk como imperador. As operações do Domínio são construídas na série de romances  The Dark Templar Saga  . Embora Mengsk se veja como um ditador benevolente, ele se mostra tão duro quanto seus antecessores.
As ações de Mengsk durante sua campanha contra a Confederação tornam um inimigo de Jim Raynor, um dos comandantes dos Filhos de Korhal. Depois que Mengsk trai outros membros de sua equipe de comando e revela seus reais objetivos de obter o poder supremo, Raynor deserta e forma um movimento de resistência ao Domínio, chamado Raiders de Raynor. Descritos nos romances como um pequeno exército consistindo principalmente de membros da antiga milícia colonial de Raynor, os Raiders usam a ex-capitânia seqüestrada dos Filhos de Korhal, o  Hyperion , como sua base de operações. Em  Queen of Blades , o grupo é descrito como um dos fugitivos e rebeldes mais procurados do Domínio. O jogador assume o papel de Raynor na liderança do grupo em StarCraft II: Wings of Liberty.

#### Representação
Os terráqueos são exibidos como humanos padrão e são freqüentemente vistos no jogo em trajes de combate e com outras máquinas de guerra, como  tanques e outras máquinas espaciais futuristas, em uso por seus militares. Alguns terráqueos são exibidos com implantes cibernéticos. O comportamento humano na história ficcional apresentada no manual de  StarCraft  também indica que os terráqueos têm a capacidade de acessar e esgotar os recursos naturais de um planeta a uma taxa "alarmante". <"manual77" /> Os terráqueos também são apontados na história de fundo da série como tendo um potencial psiônico em desenvolvimento. Esse potencial psiônico é o que leva os zergs a atacarem os terráqueos, na esperança de incorporar essas características ao pool genético dos zergs. Esse elemento psiônico é mostrado na tecnologia militar terráquea por meio de assassinos conhecidos como fantasmas. Estabelecido como uma das partes icônicas de  StarCraft , Ghosts são terráqueos que nascem com habilidades psiônicas variadas - desde simples [telepatia] a poderes avançados, como telecinesia ou uma habilidade especial mostrada por Nova, onde ela pode matar um arranha-céu inteiro de pessoas em um único pensamento conhecido como explosão de mente. Esses agentes são cultivados pelos militares após serem seqüestrados de suas vidas anteriores e submetidos a um regime de treinamento em espionagem que pode custar-lhes a vida. No jogo, a unidade Ghost está equipada com um disfarce e foi projetada para explorar e designar alvos para ataques nucleares, e foi desenvolvido ainda mais através do folclore da série, na medida em que a sub-série  StarCraft: Ghost  já foi planejada, concentrando-se especificamente na vida de uma Ghost, Nova.
No jogo, os terráqueos tendem a favorecer os modos tradicionais de guerra, frequentemente utilizando táticas [com armas combinadas] com tanques, aeronaves ou outros veículos de combate em combinação com infantaria regular. Usando balística leve, armas de grande calibre e até ogivas nucleares táticas, muitas unidades terráqueos lembram os projetos atuais. Os terráqueos são a única raça sem uma unidade de combate corpo a corpo. Os terráqueos são mais adaptáveis que as outras duas raças e são capazes de produzir unidades a um custo médio. As estruturas básicas primárias podem até decolar e voar para outros locais, permitindo que os jogadores movam prédios para implantações mais rápidas de tropas, acesso a novos locais de recursos ou salvem as estruturas da destruição pelo inimigo. Edifícios terráqueos e unidades mecanizadas podem ser reparados se danificados, e os médicos de combate podem curar unidades orgânicas feridas.

### Aparições
O jogador é apresentado pela primeira vez aos terráqueos no episódio I de  StarCraft . Por vários anos antes do jogo começar, a Confederação está lutando contra uma guerra lentamente perdida contra os Filhos de Korhal. Quando os Zerg e os Protoss divulgam sua existência, o ritmo da guerra muda rapidamente. O jogador, acompanhado por Jim Raynor, se une a Arcturus Mengsk e os Filhos de Korhal e ajuda a provocar a queda da Confederação usando a tecnologia Confederada para atrair os Zergs para destruir a capital confederada Tarsonis. No processo, no entanto, Mengsk abandona sua segunda em comando, Sarah Kerrigan, para os Zergs em Tarsonis. Como resultado das táticas brutais usadas por Mengsk e seu sacrifício desnecessário de Kerrigan aos Zerg, Raynor abandona Mengsk e seu recém-formado Dominion para procurar os Kerrigan perdidos. Quando Raynor finalmente a encontra no planeta Char, é revelado que ela havia sido capturada e infestada pelos Zerg Overmind. Ele então conhece Zeratul e Tassadar e, consequentemente, se torna um aliado dos Protoss. As forças de Raynor ajudam os Protoss a defender seu mundo natal dos Zerg e a destruir os Zerg Overmind na conclusão do jogo.
No episódio V, Brood War's, o jogador assume o papel de capitão de uma força expedicionária da UED, enviada para pacificar o setor de guerra, após notícias da descoberta dos Zerg e Protoss. seu caminho para a Terra. A força do UED encontra o sucesso em suas batalhas iniciais, rapidamente colocando o Domínio de joelhos e levando cativo um novo Overmind crescendo para substituir o morto por Tassadar. No entanto, o UED falha em capturar Mengsk, que se alia a Raynor, Kerrigan e o templário Protoss Fenix. O UED é lentamente derrotado por essa aliança mútua, e embora Kerrigan trai seus novos aliados, suas forças Zerg acabam aniquilando a frota do UED. Reagrupando suas forças sobreviventes, Mengsk começa a reconstruir seu império, embora ainda seja contra Raynor e suas tropas.
Raynor é o personagem protagonista e jogador de StarCraft II: Wings of Liberty. Ao longo da campanha, os Raiders de Raynor (como seu exército é conhecido) lutam contra o império Zerg e Mengsk simultaneamente. A pedido de um grupo conhecido como Fundação Moebius, os Raiders reúnem as peças de um artefato Xel'Naga, até que seja revelado que a fundação é realmente liderada por Valerian Mengsk, filho de Arcturus. Valerian pretende usar o poder do artefato para destruir a Rainha das Lâminas, provando aos cidadãos do império que ele será um sucessor digno do trono. Raynor relutantemente termina de montar o artefato e se junta ao exército imperial em um ataque ao mundo natal de Zerg, em Char, mas não antes de descobrir provas da traição de Mengsk em Tarsonis e transmiti-lo por todo o setor. As forças terráqueas de Char usam o artefato para restaurar parcialmente a humanidade de Kerrigan, enfraquecendo-a significativamente, mas Raynor se recusa a matá-la.
Após a vitória em Char, o Imperador, cada vez mais instável, queria destruir Kerrigan e Raynor, o que levou o primeiro a recuperar os poderes Zerg que ela perdeu e ganhou a habilidade Primal por consumir a essência da primeira piscina de spawn, e o último foi preso e falsificado pela execução. Ela resgatou seu amor e ela e Raynor destruíram Arcturus de uma vez por todas.
Depois disso, e Valerian, filho de Arcturus, assumiu o título de Imperador, eles estavam novamente em guerra, desta vez contra Amon e 'Narud' e seu exército, de Zerg, a escravos terráqueos controlados pela mente. Depois de repelir os escravos, eles se juntaram a outros no Vazio, para acabar com Amon de uma vez por todas.
Alguns anos depois, um legalista de Arcturus Mengsk tentou forjar a rebelião, mas foi esmagado.

## Zerg
| “ | Nós somos o enxame. Inúmeros ... implacáveis ... impiedosos. Não precisa de paredes, evoluir armadura. Não precisa de armas, evoluir garras. Mudança. Crescer. Viva mil vezes a vida. Um será consumido e se tornará algo maior que qualquer um. Esta é a herança dos zergs! | ” |
|   | — Uma rainha zerg, Starcraft: Retaliation. |   |

O enxame de Zerg é uma espécie de superorganismo xenomórfico "hiper evolucionário"; eles são os principais antagonistas de grande parte da série StarCraft. Diferentemente dos Protoss e dos Terráqueos, os Zerg não são "fabricantes de ferramentas", carecem de inclinação tecnológica; em vez disso, eles "evoluem à força" características genéticas por mutação direcionada, a fim de combinar com essa tecnologia. Operando como uma "cadeia de comando" ligada a mente de colméia, os Zerg lutam pela "perfeição genética", assimilando as adaptações genéticas únicas de espécies dignas em seu próprio grupo de genes, criando inúmeras variações de cepas especializadas de Zerg dotadas de adaptações exclusivas. Apesar de, como grupo, serem notoriamente espertos e astuciosamente eficientes, a maioria dos indivíduos Zerg tem pouca inteligência, tornando-se bestas irracionais se não estiverem conectados a um "grupo de colméias" ou a uma "entidade de comando".
Assim como nas outras duas raças principais, os Zergs são alvo de uma campanha single-player completa em cada um dos videogames de estratégia em tempo real da série. As unidades Zerg são projetadas para serem econômicas e rápidas de produzir, incentivando os jogadores a sobrecarregar seus oponentes.  Desde o lançamento de StarCraft, os Zerg se tornaram um ícone de videogame, descrito pela PC Gamer UK como "a melhor raça da história dos jogos de estratégia". O termo "Zerg Rush" ou "zerging" entrou no léxico  dos videogame para descrever o sacrifício do desenvolvimento econômico em favor do uso de muitas unidades rápidas / fracas de baixo custo, para apressar e sobrecarregar um inimigo por atrito ou números absolutos. Ta tática é infame; os jogadores de estratégia em tempo real mais experientes estão familiarizados com a tática de uma forma ou de outra.

### Atributos

#### Sociedade
Foi declarado em uma entrevista por funcionários da Blizzard que os Zergs são universalmente temidos, odiados e caçados por todas as espécies sapientes da Via Láctea.
Os Zerg são uma consciência coletiva de uma variedade de raças diferentes, assimiladas no genoma de Zerg.
Os Zerg foram originalmente comandados pelos Zerg Overmind, uma manifestação dessa mente colméia, e sob o controle da Overmind, os Zerg buscaram a perfeição genética, assimilando os traços favoráveis de outras espécies. Depois que uma espécie é assimilada no enxame, ela é transformada em uma função diferente dentro de sua hierarquia, de ser uma colméia a uma linhagem guerreira. O manual do jogo observa que algumas espécies têm pouca semelhança com suas formas originais após pouco tempo de assimilação (um exemplo seria a espécie Slothien anteriormente pacífica, que foi assimilada e mutada em a tensão viciosa do Hydralisk e assim por diante).  Overmind controla o enxame através de agentes secundários chamados cerebrates. Cerebrates comandam uma ninhada individual de Zerg, cada um com um papel tático distinto dentro da hierarquia. Cerebrates delegam ainda mais o poder através do uso de senhores superiores na direção do campo de batalha e rainhas na observação de colméias.
A busca pela "perfeição genética" é um conceito pseudo-religioso para Zerg que os leva a um estado estável de evolução e conflito; os zergs acreditavam que havia um estado que os zergs poderiam alcançar onde eles não precisavam mais evoluir, que sua forma evolutiva nunca teria que mudar novamente porque eles já podiam se adaptar a qualquer situação. Abathur, um mestre da evolução, duvidava que isso fosse possível, mas argumentou que "perseguir a ilusão da perfeição" era, independentemente, taticamente correto.
A grande maioria dos zergs não tem livre-arbítrio, pois são geneticamente forçados a obedecer aos comandos daqueles que estão mais acima na hierarquia zerg, embora sejam suficientemente inteligentes para formar estratégias e trabalhar em equipe no campo de batalha. Apesar disso, o Zerg médio não tem senso de autopreservação. Junto com o Overmind, os cerebrates são os únicos zergs com plena sapiência, cada um com sua própria personalidade e métodos, embora também sejam geneticamente incapazes de desobedecer ao Overmind.
Uma exceção a tudo isso seria o Primal Zerg, que habita o mundo natal Zerg original de Zerus (como visto em "Heart of the Swarm"). O Zerg Hive Mind foi criado para controlar os Zerg e, eventualmente, colocá-los sob o controle do principal antagonista da série, o Xel'Naga Amon caído. Alguns Zergs, no entanto, conseguiram evitar serem consumidos. Estes são os Zerg Primordiais, que têm as mesmas habilidades genéticas, mas não estão vinculados à Supermente. Essas criaturas são cada vez mais sapientes e, se seguem um líder, é porque optam por fazê-lo. A falta de uma Hive Mind também os protege de ataques psiônicos específicos projetados para combater a Zerg Hive Mind.

#### Representação
Os Zergs foram criados a partir das formas de vida nativas de Zerus, que tinham a capacidade natural de absorver a "essência" das criaturas que eles mataram, transformando seus corpos para obter novas adaptações. Os [Xel'Naga] criaram o Overmind e ligaram os Zergs primitivos à sua vontade. Eles deram ao Overmind um poderoso desejo de viajar pelas estrelas e absorver formas de vida úteis no Enxame, particularmente os Protoss, sua criação anterior, para se tornar a forma de vida final.
Os Zerg são uma raça completamente orgânica, não fazendo uso de tecnologia sem vida e, em vez disso, usando organismos especializados para todas as funções. Seus edifícios são criaturas vivas, assim como os leviatãs que os transportam pelo espaço. As colônias zergs produzem um tapete de bio-matéria chamado de "fluência", que essencialmente fornece alimento para as estruturas e criaturas zergs. A estética visual dos Zerg se parece muito com a de invertebrados, como crustáceos e insetos (e certamente se inspira nas criaturas dos filmes de Alien). Os Zergs são altamente dependentes de sua estrutura de comando: se um Zerg perder sua conexão com a mente da colméia, ele pode se tornar passivo e incapaz de ação, ou tornar-se completamente incontrolável e atacar aliados e inimigos.
Edifícios e unidades Zergs são totalmente orgânicos no jogo, e todos os Zergs podem se regenerar lentamente sem assistência (embora não tão rapidamente quanto os escudos Protoss). A produção de zergs é muito mais centralizada do que com os terráqueos e protoss; um centro de incubação deve ser utilizado para criar novos Zergs, com outras estruturas fornecendo os ativos necessários, enquanto as outras duas raças podem produzir unidades de várias estruturas. As unidades Zerg tendem a ser mais fracas que as das outras duas raças, mas também são mais baratas, permitindo o uso de táticas de corrida. Algumas unidades Zerg são capazes de infestar inimigos com vários parasitas, que vão desde poder ver o que uma unidade inimiga vê até gerar Zerg dentro de uma unidade inimiga. Além disso, Zerg pode infestar alguns edifícios terráqueos, permitindo a produção de unidades terráqueos infestadas especiais.

### Aparições
Em  StarCraft  ', os Zerg estão obcecados com a busca da pureza genética e são o foco do segundo episódio do jogo. Com os Protoss Xel'Naga habilitados como a forma de vida final, os Zerg invadem as colônias terráqueas no Setor Koprulu para assimilar o potencial psiônico dos terráqueos e dar aos Zerg uma vantagem sobre os Protoss. Por meio das ações dos Filhos de Korhal, os Zergs são atraídos para a capital confederada, onde capturam o agente fantasma psiônico Sarah Kerrigan e a infestam. Retornando à base de operações de Zerg em Char, os Zerg são atacados pelo templário sombrio Zeratul, que acidentalmente indica a localização do mundo dos Protoss Aiur para a supermente Zerg. Com a vitória à vista, o Overmind lança uma invasão de Aiur e se manifesta no planeta. No entanto, no final do jogo, o alto templário Protoss Tassadar se sacrifica para destruir a Overmind, deixando os Zerg correndo desenfreados e sem líderes em todo o planeta.
Os Zerg retornam em  Brood War   inicialmente como assassinos indiscriminados e não controlados, sem a vontade da Overmind de guiá-los. Através das primeiras partes de "Brood War", Sarah Kerrigan está em desacordo com os sobreviventes, que formaram uma nova Overmind para restaurar o controle do Enxame. Aliando-se aos Protoss, Kerrigan ataca os cerebrados, causando interrupção de seus planos. Eventualmente, a frota da UED assume o controle de Char e pacifica o novo Overmind com drogas, colocando os celebrados e a maioria dos Zerg sob seu controle. Kerrigan retalia, formando uma aliança tênue com os remanescentes do Domínio e as forças de Jim Raynor e Fenix, suas vitórias subsequentes virando a maré contra o UED. No entanto, mais tarde ela trai a aliança, causando danos a longo prazo às infra-estruturas de seus aliados e matando Fenix. Passando a chantagear Zeratul para matar a nova Overmind, as forças de Kerrigan destroem os remanescentes da frota da UED, dando-lhe total controle dos Zerg e estabelecendo o Enxame como a facção mais poderosa do setor.
Em StarCraft II: Wings of Liberty, Jim Raynor e as forças rebeldes que se opõem ao Domínio e aos Zerg, conseguem garantir um artefato Xel'Naga antigo e depois de se infiltrarem com sucesso em Char, eles o usam para subjugar os Zerg e restaurar a forma humana de Kerrigan. Mais uma vez sem uma liderança unificada, os Zergs se dividem em várias ninhadas disputando o controle do Enxame. Essa situação persiste até os eventos de StarCraft II: Heart of the Swarm. Kerrigan, acreditando que Raynor foi morto em um ataque surpresa do Dominion, entra na piscina de desova Zerg original para se tornar a Rainha das Lâminas novamente. Desta vez, ela não está mais motivada para destruir a humanidade, tendo mantido mais de sua mentalidade original devido à não interferência da Mente Zerg Hive e, por extensão, a Voz Negra, Amon.
Kerrigan é o personagem protagonista e jogador de StarCraft II: Heart of the Swarm. Depois de desinfestada, ela foi levada para o esconderijo de Valerian Mengsk para pesquisar sobre ela, até que o Domínio ataca a instalação, ela escapou junto com o resto da instalação, exceto Raynor, que foi capturado por Nova. Mais tarde, ela aprendeu que Raynor foi executado e busca vingança em Arcturus. Quando ela entra em um Leviatã, ela controla o Enxame local por dentro e começa a reconstruir suas forças do zero. Mais tarde, ela evoluiu para um Zerg Primal depois de um confronto com Zeratul, levando-a às origens dos Zerg. Ela se tornou uma Primal, depois de absorver a piscina de desova e matar os Líderes Primordiais para coletar essência. Com seu novo poder, ela inicialmente leva a luta para o Domínio depois de subjugar inúmeras rainhas. Mais tarde, ela ficou chocada ao saber que Raynor sobreviveu e foi mantido por Dominion como moeda de troca. Ela organiza um ataque, resgatando Raynor, mas o homem ficou descrente de que aquele que ele salvou, volta a ser um monstro. Ela também enfrentou um antigo cambiaformas criando híbridos a pedido de seu ex-rival chamado Alexei Stukov. Mais tarde, ela se preparou para terminar o reinado de Arcturus Mengsk, matando-o em seu palácio em Korhal. Mais tarde, ela partiu para confrontar o mestre dos cambiaformas e somente com o esforço aliado, eles terminaram. Kerrigan os deixou sob o controle de sua mãe, a mãe Zagara.

## Xel'Naga
Os Xel'Naga (cujo nome, de acordo com o manual original de StarCraft, significa "Wanderers from Afar") são uma raça antiga que apareceu no folclore da série  StarCraft , mas não apareceu até o ' Pacote de expansão Starcraft II:. O Xel'Naga desempenha papéis importantes nos bastidores dos Protoss e Zerg, sendo responsável por manipular a evolução das duas raças, juntamente com um número desconhecido de outras espécies. Especulou-se que um jogador poderia controlar o Xel'Naga em StarCraft II: Wings of Liberty, mas a Blizzard Entertainment negou firmemente isso.

### Atributos
No manual de  StarCraft , os Xel'Naga são descritos como uma raça determinada a criar a forma de vida perfeita. Também é dito que os Xel'Naga vieram de outra galáxia e "semearam e cultivaram milhares de várias espécies" em seu tempo. De acordo com o "Legado do Vazio" (Legacy of the Void), os Xel'Naga não podem se reproduzir. Em vez disso, eles perpetuam sua existência cultivando e elevando outras duas raças, uma possuindo a "pureza da forma" e a outra, a "pureza da essência". Depois de atingir a maturidade evolutiva, essas raças se encontram em um templo Xel'Naga chamado "Ulnar", recebem a essência dos Xel'Naga, fundem-se e se tornam os próximos Xel'Naga. Quando um Xel'Naga morre, sua essência é enviada para um reino conhecido como "o Vazio" (não se confunda com o termo astronômico do mundo real). A campanha epílogo do Legacy implica que a morte no Vazio é o verdadeiro fim de um Xel'Naga.
Os Xel'Naga guiaram a evolução dos Protoss, uma espécie que os Xel'Naga acreditavam possuir pureza de forma. No entanto, depois de se revelarem à sua experiência aparentemente bem-sucedida, sua presença fez com que os Protoss se transformassem em uma mentalidade medrosa e tribalista. Acreditando que seu experimento era um fracasso, os Xel'Naga foram evitados e, eventualmente, atacados pelos Protoss enquanto saíam de Aiur.
Os Xel'Naga então descobriram o Zerg, pequenas larvas parasitas que podiam controlar o sistema nervoso de outras espécies. Os Xel'Naga viam isso como pureza de essência e também guiavam a evolução dos Zergs. No entanto, os Zerg eram animais, preocupados apenas com a autopreservação. Para ajudar ainda mais os Zergs como espécie, os Xel'Naga criaram o Overmind, uma consciência central para organizar os Zergs. Eles esconderam sua existência do Overmind, no entanto. Ao tomar consciência de sua existência (depois de ser preenchido com uma diretiva dominante, não podia lutar), o Overmind atacou os Xel'Naga, infestando e destruindo a maior parte da raça. No StarCraft II Wings of Liberty, as torres de vigia Xel'Naga fornecem visão em um grande raio circular ao redor da torre.

### Aparições
A aparição de Xel'Naga na série  StarCraft  é limitada. Um Xel'Naga shapeshifter apareceu em 'Brood War e Wings of Liberty mas disfarçado de humano sob os nomes falsos de Samir Duran e Emil Narud, respectivamente. ("Duran", uma vez escrito para trás, torna-se "Narud".) O vilão Xel'Naga, Amon, apareceu em Wings of Liberty apenas como dois olhos brilhantes. O único personagem benevolente de Xel'Naga, Ouros, apareceu em StarCraft II: Wings of Liberty disfarçado como o espírito do herói Protoss Tassadar. É apenas na campanha epílogo Legacy of the Void's que todos os três personagens aparecem em suas verdadeiras formas e morrem.
Embora os Xel'Naga raramente apareçam durante os romances e os videogames, várias relíquias deixadas para trás de seu legado estão espalhadas por toda a série. Uma dessas relíquias aparece em "Brood War", um grande templo no planeta Shakuras contendo o poder de limpar o planeta de outras espécies. Durante o curso da  Brood War, os Protoss ativam o templo e o usam para destruir todos os Zergs em Shakuras.. Além disso, outras estruturas foram mostradas na série. No romance  Sombra dos Xel'Naga , as três principais espécies lutam pelo controle de um grande artefato Xel'Naga no planeta Bhekar Ro, mas ative-o acidentalmente. O artefato libera uma criatura que está incubando na estrutura, que passa a converter as forças Protoss e Zerg, próximas a Xel'Naga, em energia para se alimentar, antes de desaparecer no espaço. Depois disso, o romance  Primogênito  revela que muitos outros artefatos semelhantes são descobertos pelo domínio terráqueo dentro de suas fronteiras. Consequentemente, o herdeiro do Domínio Valerian Mengsk envia uma equipe arqueológica sob Emil Narud para investigar essas relíquias. Wings of Liberty também possui uma relíquia Xel'Naga que foi quebrada em pedaços. James Raynor e Valerian Mengsk reúnem as peças e, durante uma invasão sangrenta do planeta vulcânico Zerg de Char, usam a relíquia para restaurar Sarah Kerrigan de volta à sua forma humana; o artefato também desempenha um papel significativo em "Legacy".

## Impacto cultural

### Merchandise
As espécies de  StarCraft  foram populares o suficiente para inspirar a criação de várias estátuas e brinquedos colecionáveis baseados em unidades do jogo. A primeira série de figuras de ação foi lançada pela ToyCom em 2003 e incluía o morcego de infantaria pesado terráqueo com marcas semelhantes a algumas artes conceituais originais de 'StarCraft' para o firebat e um hydralisk, a linhagem média de guerreiros de assalto Zerg. A series of toys were also made available in 1998, apresentando duas variações de cores do Terran, um outro hydralisk e um fanático Protoss, a unidade básica de infantaria Protoss. Além disso, kits de modelos em escala 1/30 para o marinho e o hidralisco foram lançados em 1999 pela Kits de Hobby Model da Academy. Uma segunda série de estátuas colecionáveis, que incluíam uma baseada no fantasma terráqueo, um agente de espionagem terráqueo com poderes psíquicos, estava em desenvolvimento, mas parece ter sido cancelada.

### Recepção crítica
Antes de  StarCraft , a maioria dos jogos de estratégia em tempo real consistia em facções e raças com os mesmos estilos de jogo básicos e unidades com diferenças principalmente superficiais. Assim, a singularidade e variedade das espécies da série  StarCraft  tem sido bem recebida por muitos críticos da indústria. Na revisão de  StarCraft , Tom Chick afirmou que o equilíbrio e a diferença entre as raças eram "notáveis", continuando a elogiar a abordagem "radical" do jogo em diferentes raças e seu alto grau de sucesso quando comparado com outros jogos do gênero. A IGN também foi positiva quanto aos arranjos de unidades para as três raças, creditando à Blizzard Entertainment por não deixar as unidades ficarem obsoletas durante um jogo prolongado e por mostrar "uma extraordinária. GameSpot foi elogioso das espécies em sua revisão para  StarCraft , descrevendo as raças como cheias de personalidade. Afirmando que o uso de raças distintas permitiu ao jogo "evitar o problema [de lados iguais] que atormentava todos os outros jogos do gênero", a GameSpot elogiou a Blizzard Entertainment por mantê-lo "bem equilibrado, apesar da grande diversidade".
Outras opiniões ecoaram muito dessa recepção positiva. O site The Gamers 'Temple descreveu a espécie como "muito diversificada, mas bem equilibrada", afirmando que isso permitia "uma experiência de jogo desafiadora e divertida". Allgame afirmou que a inclusão de três espécies "dinâmicas" eleva a fasquia "para jogos de estratégia em tempo real, complementando o jogo por forçar o jogador a " aprender como a mente [dos alienígenas] trabalha e não pensa como um humano". Os comentaristas também elogiaram o design estético das três raças; em particular, o armadura acionada usado pelo Terran Marine foi classificado em décimo primeiro lugar em um recurso  Maxim  nos melhores trajes de armadura dos videogames, e nono em um recurso semelhante por Machinima.com.
Essa visão positiva, no entanto, não é universalmente sustentada. Por exemplo, 'Computer and Video Games' ', ao descrever o jogo como "altamente jogável", descreveu, no entanto, um "leve sentimento de déjà vu" entre as três raças.